# Вулиця Станіслава Прощенка
Вулиця Станіслава Прощенка — вулиця міста Ніжина, історично склалася місцевість (район) Нове місто; одна із головних транспортних артерій міста. Пролягає від площі Заньковецької та вулиці Гоголя до вулиць Космонавтів та Борзнянський Шлях.
До вулиці прилягають вулиці Гребінки, Братів Зосим, Миколаївська, Набережна, Набережна Вороб'ївська, Преображенська, Гімназійна, Редькинська, Журавська, Широкомагерська, Лікарський провулок, Академіка Амосова, Прейльська, Брюховця.

## Історія
Вулиці було повернуто історичну назву Московська.
На Мільйонній вулиці в будинку № 42 та на Московській вулиці в будинку № 30 — приміщення, що належать військовим частинам — розміщувався «Ніжинський технікум народного господарства», створений у 1921 році на базі соціально-економічної школи для підготовки економістів, операторів, рахівників та бухгалтерів народного господарства із періодом навчання 3 роки. Приймалися учні, які закінчили семирічку. Ліквідований в 1922 році, зробивши один випуск (53 особи).
1921 року Московська вулиця перейменована на вулицю Червоних партизанів — на честь червоних партизанів часів Радянсько-української війни (1917—1921).
Наприкінці вулиці парної сторони розташований Центральний цвинтар (Грецький). Поруч — ансамбль із трьох будинків колишнього госпіталю (будинок № 78). Наприкінці вулиці на перехресті з вулицями Космонавтів та Борзнянський Шлях — пам'ятний знак радянським воїнам, які загинули під час захоплення міста 15.09.1943 року.
У будинку Раділовського (№ 24) у 1888—1891 роки розміщувалося Ніжинське музично-драматичне товариство. На вулиці розташована аптека (будинок № 2Б), заснована 1740 року. У 1980-ті роки на вулиці також були розташовані лісгоспзаг (будинок № 5), дитячий клуб «Райдуга» (будинок № 15А), бухгалтерська школа (будинок № 20), ресторан «Полісся», їдальня, магазини, фотосалони.
У зв'язку з Вторгненням Росії в Україну в 2022 році, 11 березня 2022 року вулиця отримала сучасну назву — на честь учасника бойових дій, громадського активіста, підприємця та благодійника Станіслава Прощенка, який ще з довоєнних часів виступав за дерусифікацію назви вулиці. Рішення прийнято на 21 позачерговій сесії Ніжинської міської ради.

## Забудова
Вулиця пролягає у північному напрямку з ухилом на схід. На початку вулиця перетинає Спасським мостом річку Остер. Вулиця пов'язує центральну частину міста Ніжина з північним периферійним районом міста (селище Космонавтів). Парна та непарна сторони вулиці зайняті садибною, малоповерховою та багатоповерховою (5-поверхові будинки) житловою забудовою, початок вулиці — нежитловою забудовою (у тому числі ринок).
Вулиця існує з часу виникнення міста як частина Московського шляху. У XVIII столітті Московська вулиця простягалася від Київської брами до передмістя Нового міста. Була вимощена обтесаними колодами (через це її також називали Мостовою). У 1881 році від Московської вулиці виділено ділянку в окрему вулицю Гоголя. З того часу Московська простягається від вулиці Гоголя до Чернігівської застави (сучасної вулиці Космонавтів). Праворуч від її початку — територія колишнього Ніжинського замку, де наприкінці XVIII — на початку ХІХ століття були міські торги, а на ділянці між Редькінською вулицею та центральним цвинтарем — Ярмаркова площа. 1911 року на цій площі спортсмен-авіатор Сергій Уточкін демонстрував політ літака. У 1915 році по Московській вулиці була прокладена конка, що діяла понад 10 років, на ділянці від госпіталю до земської лікарні, а починалася від залізничної станції Ніжин.
Установи:
1. будинок № 6 — Відділ реєстрації актів цивільного стану
2. будинок № 6А — гімназія № 3
3. будинок № 21 — Ніжинська центральна міська лікарня імені М. Галицького
4. будинок № 21А — Ніжинський пологовий будинок
5. будинок № 22А — Ніжинське районне управління МВС
6. будинок № 26 — дитсадок № 23
7. будинок № 40 — школа № 10

Пам'ятники архітектури, історії:
1. будинок № 1 (3) — Комплекс споруд магазинів — архітектури місцевого значення
2. будинок № 2 — Торгові лавки Чернова — втрачений об'єкт культурної спадщини (до 1943 року) — зараз на його сквер ім. Л. Губіної
3. будинок № 2А — Грецький магазин — архітектури місцевого значення
4. будинок № 2Б — Аптека Лігди — архітектури місцевого значення та історії місцевого значення
5. центральний ринок — Цейхгауз Нового замку — втрачений об'єкт культурної спадщини (до 1986 року) — зараз частина ринку
6. центральний ринок — Склади — втрачений об'єкт культурної спадщини (до 2008 року) — зараз частина ринку
7. будинок № 3 (3А) — Будинок електростанції (Перша міська електростанція) — архітектури місцевого значення
8. будинок № 6 — Магазин з житловою надбудовою — втрачений об'єкт культурної спадщини (до 2006 року) — зараз паркування торгового центру
9. будинок № 6 — Петропавлівський костел — втрачений об'єкт культурної спадщини (до 1943 року) — зараз на його місці районна прокуратура
10. біля будинку № 6А — пам'ятний знак на честь вчителів та випускників школи, що загинули на фронтах Німецько-радянської війни 1941—1945 роки — історії місцевого значення
11. біля будинку № 7 — Пам'ятний знак «Останній шлях Кобзаря» — історії місцевого значення
12. будинок № 9 — Будинок, де жив Н. П. Зосима — втрачений об'єкт (історії) культурної спадщини (до 1986 року) — зараз паркування магазину
13. будинок № 13 (9) — Будинок повітового народного училища, де жив і працював М. Д. Деляфліз, в сім'ї якого жив Домінік П'єр де ля Фліз — втрачений об'єкт (історії) культурної спадщини (до 2000 року) — зараз сквер
14. будинок № 13 — Повітове училище — втрачений об'єкт культурної спадщини (до 2000 року) — зараз сквер
15. будинок № 13 (15) — Житловий будинок — архітектури місцевого значення
16. будинок № 14 — Спасо-Преображенська церква — архітектури національного значення
17. будинок № 15В — Пам'ятний знак на честь Чорної Ради, яка проходила в Ніжині 1663 року — історії місцевого значення
18. будинок № 17 — Міська богадільня та 2 флігелі — втрачений об'єкт культурної спадщини (до 1943 року) — зараз універмаг
19. будинок № 21 — Будинок, де працював М. П. Галицький (Ніжинська земська лікарня) — історії знову виявлений
20. будинок № 22 — Синагога Шнеєрсона (Поліцейська ділянка та жандармське управління 2-го міського округу) — архітектури місцевого значення та історії знову виявлена
21. будинок № 22А — Комплекс споруд громадського призначення — архітектури місцевого значення
22. будинок № 54 — Житловий будинок — архітектури місцевого значення
23. будинок № 78 — Комплекс споруд грецького госпіталю (Грецька богадільня та 2 флігелі, Будинки колишнього грецького інвалідного будинку) — архітектури місцевого значення та історії місцевого значення
24. перехрестя з вулицями Космонавтів та Борзнянський шлях — Пам'ятний знак воїнам-визволителям міста Ніжина — історії місцевого значення